# Лисовичі
Лисо́вичі — село в Україні, Стрийському районі Львівської області. Населення становить ▼1161 осіб. Орган місцевого самоврядування - Моршинська міська громада.

## Історія
У податковому реєстрі 1515 року в селі документується млин і 4 лани (близько 100 га) оброблюваної землі.
15 червня 1934 року село передане з Долинського повіту до Стрийського.

## Населення

### Мова
Розподіл населення за рідною мовою за даними перепису 2001 року:
| Мова       | Кількість | Відсоток |
| ---------- | --------- | -------- |
| українська | 1167      | 99.74%   |
| російська  | 2         | 0.17%    |
| словацька  | 1         | 0.09%    |
| Усього     | 1170      | 100%     |

## Політика

### Парламентські вибори, 2019
На позачергових парламентських виборах 2019 року у селі функціонувала окрема виборча дільниця № 461470, розташована у приміщенні будинку культури.
Результати
- зареєстровано 884 виборці, явка 60,75 %, найбільше голосів віддано за партію «Голос» — 27,00 %, за «Слугу народу» — 20,67 %, за «Європейську Солідарність» — 19,18 %.[5] В одномандатному окрузі найбільше голосів отримав Андрій Гергерт (Всеукраїнське об'єднання «Свобода») — 24,30 %, за Олега Канівця (Громадянська позиція) — 18,69 %, за Андрія Кота (самовисування) — 18,13 %[6].

## Військовий меморіал
- Меморіал Українських січових стрільців | Лисовичі | Військові некрополі України

## Відомі люди

### Народились
- Гунькевич Дмитро Миколайович (1893—1953) — український письменник-драматург.
- Борис Йосип Іванович (1921—1948) — районовий провідник ОУН Стрийщини в 1947-48.
- Янків Мирон Дмитрович (1951) — Надзвичайний та Повноважний Посол України у Латвійській Республіці.
- Пуцентела Наталія Орестівна (1956) — скрипкова майстриня, реставраторка, професійна віолончелістка, музикознавиця, культурна діячка, просвітянка, педагог.

### Перебували
- Букшований Осип Іванович — 29 травня 1915 р. був поранений і потрапив до російського полону у селі.

### Померли
- Савицький Роман Януарійович (1904—1974) — український самодіяльний композитор, педагог.